# イマナント
数学における行列のイマナント（英: Immanant）は Littlewood & Richardson (1934) が行列式 (determinant) およびパーマネント (permanent) の概念を一般化するものとして導入した。
λ ≔ (λ1, λ2, …) を n の分割、χλ を対称群 Sn の表現論的指標とするとき、n × n 行列 A ≔ (aij) の指標 χλ に付随する「イマナント」は、{\displaystyle \operatorname {Imm} _{\lambda }(A):=\sum _{\sigma \in S_{n}}\chi _{\lambda }(\sigma )a_{1\sigma (1)}a_{2\sigma (2)}\cdots a_{n\sigma (n)}} で定義される。
- 行列式はイマナントの特別の場合で、χλ として（置換の符号によって定義される）Sn の交代指標をとったものである。
- パーマネントは χλ として自明指標（英語版）（恒等的に 1 に等しい）をとった場合である。

例えば、3 × 3 行列の場合に、S3 の既約表現は以下の指標標の如く三つある:
| S3 | e | (1 2) | (1 2 3) |
| -- | - | ----- | ------- |
| χ1 | 1 | 1     | 1       |
| χ2 | 1 | −1    | 1       |
| χ3 | 2 | 0     | −1      |

既に述べた通り、χ1 はパーマネントを χ2 は行列式を与える。そして χ3 は {\displaystyle {\begin{pmatrix}a_{11}&a_{12}&a_{13}\\a_{21}&a_{22}&a_{23}\\a_{31}&a_{32}&a_{33}\end{pmatrix}}\rightsquigarrow 2a_{11}a_{22}a_{33}-a_{12}a_{23}a_{31}-a_{13}a_{21}a_{32}} と写される演算を定義する。
Littlewood & Richardson (1934) は対称群の表現論におけるシューア函数との関係も調べている。